# Gardista
Gardista az első Szlovák Köztársaság fasiszta félkatonai szervezetének, a Hlinka-gárdának hivatalos lapja volt. Első lapszáma 1939. január 18-án jelent meg. Kezdetben hetilapként, majd 1940. november 1-jétől napilapként adták ki. Főszerkesztője Milo Urban volt. 1941 októberétől Zsolnán nyomtatták. A lapot 1945-ben szüntették meg.